# 切代戈洛
切代戈洛（義大利語：Cedegolo），是意大利布雷西亚省的一个市镇。总面积11平方公里，人口1257人，人口密度114.3人/平方公里（2009年）。国家统计（ISTAT）代码为017047。